# Division 1B 2023/24
Die Division 1B 2023/24 war die 107. Spielzeit der zweithöchsten belgischen Spielklasse im Männerfußball. Es ist die zweite Spielzeit, an der vier U23-Mannschaften teilnehmen. Der offizielle Name der Liga lautet Challenger Pro League.

## Spielberechtigung in den U23-Mannschaften
Eine Spielberechtigung in den U23-Mannschaften besteht für Spieler des Jahrgangs 2000 (Torhüter Jahrgang 1998) und jünger. Abweichend darf jede Mannschaft einen älteren Spieler benennen.
Mindestens die Hälfte der Spieler im Kader müssen vor ihrem 21. Lebensjahr drei Jahre bei dem jeweiligen Verein ausgebildet worden sein, und zwei Drittel der Spieler des jeweiligen Spieltagskaders müssen bei einem belgischen Verein ausgebildet worden sein.
Zugleich sind die Spieler aus der U23-Mannschaft grundsätzlich auch in der ersten Mannschaft in der Division 1A spielberechtigt. Allerdings sind sie nach einem Spiel in der Division 1A, bei dem sie ab Spielbeginn oder bei einer späteren Einwechselung mindestens 45 Minuten lang spielten, für das nächste Spiel der U23-Mannschaft gesperrt. Ab dem 7. Spieltag der Division 1A gilt zudem, dass ein Spieler für die U23-Mannschaft nicht spielberechtigt ist, solange er bei 2/3 der bis zum jeweiligen Spieltag stattgefundenen Spiele ab Spielbeginn oder bei einer späteren Einwechselung mindestens 45 Minuten lang in der Division 1A gespielt hat.
Ohne Altersbegrenzung darf ein Spieler der ersten Mannschaft, der sechs aufeinander folgende Spiele in der Division 1A wegen ärztlich bestätigter Verletzung nicht spielen konnte, nach seiner Genesung bei zwei Spielen der U23-Mannschaft eingesetzt werden. Von dieser Regelung kann immer nur für einen Spieler gleichzeitig Gebrauch gemacht werden.

## Saisonablauf
Die Saison begann am 11. August 2023. Die Hauptrunde endete am 20. April 2024. Der Spielplan wurde am 18. Juli 2023 bekanntgegeben.

## Teilnehmer und Stadien
| Verein                                                                                                   | Stadion                                                                                             | Ort des Stadions                                                                                    | Kapazität                                                                                           |
| die restlichen Vereine der Division 1B 2022/23 in der Reihenfolge der Platzierung in der Hauptrunde      | die restlichen Vereine der Division 1B 2022/23 in der Reihenfolge der Platzierung in der Hauptrunde | die restlichen Vereine der Division 1B 2022/23 in der Reihenfolge der Platzierung in der Hauptrunde | die restlichen Vereine der Division 1B 2022/23 in der Reihenfolge der Platzierung in der Hauptrunde |
| --- | --------------------------------------------------------------------------------------------------- | --------------------------------------------------------------------------------------------------- | --------------------------------------------------------------------------------------------------- |
| SK Beveren                                                                                               | Freethielstadion                                                                                    | Beveren                                                                                             | 13.290                                                                                              |
| K Beerschot VA                                                                                           | Olympiastadion Antwerpen                                                                            | Antwerpen                                                                                           | 12.771                                                                                              |
| Lierse Kempenzonen                                                                                       | Herman-Vanderpoorten-Stadion                                                                        | Lier                                                                                                | 13.539                                                                                              |
| Club NXT                                                                                                 | Schiervelde Stadion                                                                                 | Roeselare                                                                                           | 08.340                                                                                              |
| RSC Anderlecht U23                                                                                       | Lotto Park                                                                                          | Anderlecht                                                                                          | 21.500                                                                                              |
| RSC Anderlecht U23                                                                                       | König-Baudouin-Stadion                                                                              | Brüssel                                                                                             | 50.122                                                                                              |
| Lommel SK                                                                                                | Stadelijk Sportstadion                                                                              | Lommel                                                                                              | 12.500                                                                                              |
| KMSK Deinze                                                                                              | Dakota Arena                                                                                        | Deinze                                                                                              | 08.000                                                                                              |
| KRC Genk U23                                                                                             | Cegeka Arena                                                                                        | Genk                                                                                                | 23.718                                                                                              |
| F.C.V. Dender E.H.                                                                                       | Dender Football Complex                                                                             | Denderleeuw                                                                                         | 06.429                                                                                              |
| Standard Lüttich U23                                                                                     | Maurice-Dufrasne-Stadion                                                                            | Lüttich                                                                                             | 30.023                                                                                              |
| die Absteiger aus der Division 1A 2022/23 in der Reihenfolge der Platzierung in der Hauptrunde           | | | |
| KV Ostende                                                                                               | Diaz Arena                                                                                          | Ostende                                                                                             | 08.432                                                                                              |
| SV Zulte Waregem                                                                                         | Elindus Arena                                                                                       | Waregem                                                                                             | 12.250                                                                                              |
| RFC Seraing                                                                                              | Stade du Pairay                                                                                     | Seraing                                                                                             | 08.207                                                                                              |
| die Aufsteiger aus der 1. Division Amateure 2022/23 in der Reihenfolge der Platzierung in der Hauptrunde | | | |
| Patro Eisden Maasmechelen                                                                                | Patro-Stadion                                                                                       | Maasmechelen                                                                                        | 06.490                                                                                              |
| RFC Lüttich                                                                                              | Stade Rue de la Tonne                                                                               | Lüttich                                                                                             | 03.468                                                                                              |
| Francs Borains                                                                                           | Stade Robert Urbain                                                                                 | Boussu                                                                                              | 06.000                                                                                              |

## Modus

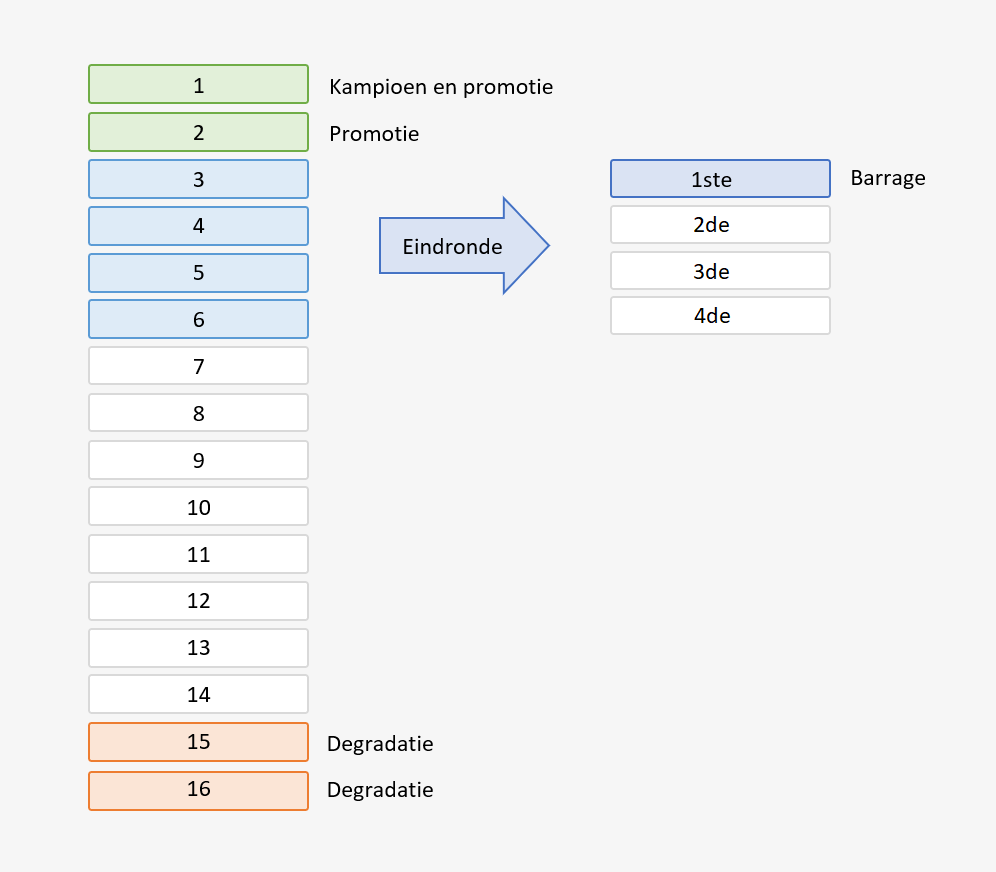
Schema der Play-off der Division 1B ab der Saison 2023/24 (niederländisch)

Zur Saison 2023/24 wurde die Division 1B auf 16 Mannschaften aufgestockt. Diese Größe soll in den nächsten Jahren gemäß dem Anfang März 2022 vorgestellten Modus beibehalten werden-
Die 16 Vereine spielen zunächst in einer Doppelrunde die reguläre Saison aus. Im Gegensatz zu anderen Ligen, wie beispielsweise der Fußball-Bundesliga, sind die Spielpläne für die Hin- und Rückrunde nicht identisch (mit gedrehtem Heimrecht). Vielmehr wird für die Rückrunde ein völlig anderer Spielplan erstellt.
Die Abschlusstabelle dient als Grundlage für die sportlichen Entscheidungen. Dabei gibt es eine Besonderheit bei der Berechnungsgrundlage der Tabellenplatzierung bei Punktgleichheit. Ähnlich wie in einigen anderen europäischen Ligen zählt in der Hauptrunde zuerst der direkte Vergleich der Siege und erst dann das Torverhältnisses.
Die beiden bestplatzierten Vereine steigen in die Division 1A auf. Die Mannschaften auf den Plätzen 3 bis 6 ermitteln den Teilnehmer am Relegationsspiel gegen den Zweiten der Abstiegs-Play-down der Division 1A.
Dabei spielt jeweils mit Hin- und Rückspiel die Mannschaft auf Platz 3 der Abschlusstabelle gegen die Mannschaft auf Platz 6 und die Mannschaft auf Platz 4 gegen die auf Platz 5. Die beiden Sieger spielen dann gegeneinander. Beim Rückspiel hat dabei immer der besser platzierte Verein das Heimrecht.
Sofern U 23-Mannschaften am Saisonende auf Platz 1 bis 6 stehen, dürfen sie nicht aufsteigen bzw. an den Aufstiegsspielen teilnehmen. Die nächstplatzierten Mannschaften rücken nach.
Die Mannschaften auf Platz 15 und 16 der Abschlusstabelle steigen in die 1. Division Amateure ab. Dies kann auch eine U 23-Mannschaft sein.
Falls eine Mannschaft in die Division 1B absteigt, deren U23-Mannschaft dort spielt, steigt diese U23-Mannschaft in die 1. Division Amateure ab. Entsprechend kann die Zahl der U23-Mannschaften sich zur Saison 2024/25 ändern.

## Tabelle
| Pl.                   | Verein                        | Sp. | S  | U  | N  | Tore    | Diff. | Punkte | Anm.    |
| --------------------- | ----------------------------- | --- | -- | -- | -- | ------- | ----- | ------ | ------- |
| 1.                    | K Beerschot VA                | 30  | 17 | 5  | 8  | 046:290 | +17   | 56     | ▲       |
| 2.                    | F.C.V. Dender E.H.            | 30  | 15 | 9  | 6  | 055:320 | +23   | 54     | ▲       |
| 3.                    | KMSK Deinze                   | 30  | 16 | 5  | 9  | 048:370 | +11   | 53     | Qua Rel |
| 4.                    | Lommel SK                     | 30  | 15 | 7  | 8  | 051:310 | +20   | 52     | Qua Rel |
| 5.                    | SV Zulte Waregem (A)          | 30  | 15 | 6  | 9  | 051:340 | +17   | 51     | Qua Rel |
| 6.                    | Patro Eisden Maasmechelen (N) | 30  | 14 | 9  | 7  | 040:280 | +12   | 51     | Qua Rel |
| 7.                    | RFC Lüttich (N)               | 30  | 15 | 4  | 11 | 049:410 | +8    | 49     |         |
| 8.                    | SK Beveren                    | 30  | 13 | 6  | 11 | 044:400 | +4    | 45     |         |
| 9.                    | KRC Genk U23                  | 30  | 10 | 7  | 13 | 046:520 | −6    | 37     |         |
| 10.                   | Club NXT                      | 30  | 11 | 4  | 15 | 040:490 | −9    | 37     |         |
| 11.                   | Lierse Kempenzonen            | 30  | 10 | 5  | 15 | 044:590 | −15   | 35     |         |
| 12.                   | RSC Anderlecht U23            | 30  | 8  | 10 | 12 | 039:470 | −8    | 34     |         |
| 13.                   | KV Ostende (A)/Abzug          | 30  | 10 | 8  | 12 | 032:390 | −7    | 32     |         |
| 14.                   | Francs Borains (N)            | 30  | 9  | 5  | 16 | 038:520 | −14   | 32     |         |
| 15.                   | RFC Seraing (A)               | 30  | 6  | 10 | 14 | 033:510 | −18   | 28     | ▼       |
| 16.                   | Standard Lüttich U23          | 30  | 5  | 2  | 23 | 025:600 | −35   | 17     | ▼       |
| Stand: 20. April 2024 |                               |     |    |    |    |         |       |        |         |

Platzierungskriterien: 1. Punkte – 2. Siege – 3. Tordifferenz – 4. geschossene Tore

| aus der Saison 2022/23 |                                                 |
| ---------------------- | ----------------------------------------------- |
| (A)                    | Absteiger aus der Division 1A 2022/23           |
| (N)                    | Aufsteiger aus der 1. Division Amateure 2022/23 |

## Kreuztabelle
| Stand: 20. April 2024     | SK Beveren | BEE |     | CLUB NXT | AND U23 | LOM | KMSK Deinze | U23 | F.C.V. Dender E.H. | U23 | OST | SV Zulte Waregem | SER | MAA | RFC Lüttich | Francs Borains |
| ------------------------- | ---------- | --- | --- | -------- | ------- | --- | ----------- | --- | ------------------ | --- | --- | ---------------- | --- | --- | ----------- | -------------- |
| SK Beveren                |            | 2:0 | 3:1 | 0:2      | 2:1     | 2:2 | 2:2         | 2:1 | 3:2                | 2:0 | 2:3 | 0:3              | 1:1 | 0:1 | 1:2         | 3:0            |
| K Beerschot VA            | 0:0        |     | 2:1 | 3:0      | 1:1     | 2:1 | 1:2         | 1:0 | 0:1                | 2:0 | 1:1 | 1:2              | 0:0 | 0:1 | 3:0         | 2:1            |
| Lierse Kempenzonen        | 2:2        | 1:3 |     | 3:1      | 1:1     | 1:2 | 0:1         | 3:1 | 2:4                | 1:4 | 1:2 | 0:1              | 1:0 | 2:1 | 3:2         | 3:1            |
| Club NXT                  | 0:3        | 0:2 | 3:2 |          | 0:1     | 0:2 | 0:1         | 2:1 | 0:1                | 4:1 | 3:3 | 1:3              | 1:1 | 2:2 | 1:2         | 1:0            |
| RSC Anderlecht U23        | 0:2        | 1:3 | 3:3 | 1:2      |         | 1:1 | 1:3         | 1:1 | 2:1                | 3:0 | 0:0 | 0:1              | 1:2 | 1:3 | 1:1         | 3:3            |
| Lommel SK                 | 3:1        | 3:0 | 3:0 | 1:0      | 3:1     |     | 1:0         | 0:1 | 2:2                | 1:0 | 0:1 | 1:1              | 0:0 | 1:2 | 4:1         | 3:0            |
| KMSK Deinze               | 0:0        | 4:2 | 4:0 | 1:3      | 4:1     | 3:2 |             | 3:2 | 1:1                | 2:1 | 1:0 | 1:1              | 1:0 | 0:0 | 3:1         | 2:3            |
| KRC Genk U23              | 1:0        | 1:2 | 1:3 | 0:3      | 3:0     | 1:1 | 3:2         |     | 2:1                | 1:0 | 3:1 | 2:4              | 1:1 | 0:1 | 2:3         | 1:1            |
| F.C.V. Dender E.H.        | 1:0        | 1:1 | 2:2 | 2:0      | 2:3     | 3:1 | 3:0         | 1:3 |                    | 4:1 | 1:1 | 1:4              | 5:1 | 0:0 | 0:0         | 2:0            |
| Standard Lüttich U23      | 1:4        | 1:0 | 0:1 | 1:2      | 0:1     | 0:4 | 2:1         | 3:1 | 0:4                |     | 0:1 | 1:3              | 1:2 | 0:1 | 2:1         | 1:2            |
| KV Ostende                | 0:2        | 1:2 | 0:1 | 1:4      | 1:2     | 0:1 | 0:1         | 2:2 | 0:1                | 2:1 |     | 3:2              | 1:1 | 0:0 | 0:2         | 1:0            |
| SV Zulte Waregem          | 0:1        | 0:1 | 4:1 | 0:1      | 2:5     | 0:3 | 2:1         | 1:1 | 1:1                | 1:1 | 0:1 |                  | 2:1 | 0:0 | 1:0         | 1:3            |
| RFC Seraing               | 1:2        | 1:2 | 1:1 | 2:1      | 1:1     | 2:2 | 1:3         | 1:2 | 1:3                | 3:0 | 1:1 | 0:5              |     | 3:0 | 0:4         | 1:5            |
| Patro Eisden Maasmechelen | 2:1        | 0:2 | 3:0 | 4:0      | 0:0     | 3:0 | 3:1         | 2:2 | 1:1                | 3:1 | 2:3 | 0:3              | 2:1 |     | 0:2         | 3:1            |
| RFC Lüttich               | 5:1        | 1:4 | 2:4 | 3:1      | 0:2     | 2:1 | 1:0         | 5:0 | 0:1                | 1:1 | 2:0 | 0:2              | 2:1 | 1:0 |             | 1:0            |
| Francs Borains            | 3:0        | 1:3 | 2:0 | 2:2      | 1:0     | 1:2 | 0:1         | 2:5 | 0:3                | 2:1 | 0:2 | 2:1              | 0:2 | 0:0 | 2:2         |                |

Spielverlegungen
- 3. Spieltag:
  - vom 26. August 2023 auf den 5. Dezember 2023 nach einer Anordnung des Gouverneurs der Provinz Lüttich, da er nach einer Schießerei am Vortag die Sicherheit des Spiels nicht gegeben sah: Standard Lüttich U 19 - K Beerschot VA[6][7]

## KO-Spiele um die Teilnahme an der Relegation
Zur Ermittlung des Teilnehmers aus der Division 1B an den Relegationsspielen gegen den Zweiten der Play down finden KO-Spielen zwischen dem Dritten und Sechsten und zwischen dem Vierten und Fünften mit Hin- und Rückspiel statt sowie in einer zweiten Runde zwischen den beiden Siegern statt. Dabei hat der jeweils höherplatzierte Verein im Rückspiel Heimrecht. Im Gegensatz zu den Spielen der Hauptrunde wird dabei ein Video-Schiedsrichter (VAR) eingesetzt.
| Datum                   |                           | Gesamt |             | Hinspiel | Rückspiel |
| ----------------------- | ------------------------- | ------ | ----------- | -------- | --------- |
| 27. April / 1. Mai 2024 | Patro Eisden Maasmechelen | 1:6    | KMSK Deinze | 0:4      | 1:2       |
| 27. April / 1. Mai 2024 | SV Zulte Waregem          | 1:2    | Lommel SK   | 1:1      | 0:1       |

| Datum             |           | Gesamt |             | Hinspiel | Rückspiel |
| ----------------- | --------- | ------ | ----------- | -------- | --------- |
| 5. / 12. Mai 2024 | Lommel SK | 3:2    | KMSK Deinze | 1:1      | 2:1       |

## Relegation
Zwischen dem Zweitplatzierten der Play-down der Division 1A (KV Kortrijk) und dem Sieger der KO-Spiele um den Relegationsteilnehmer der Division 1B (Lommel SK) finden zwei Relegationsspiele um den letzten freien Platz in der Division 1A 2024/25 statt, wobei die Mannschaft aus der Division 1A im zweiten Spiel Heimrecht hat.
| Datum            |           | Gesamt |             | Hinspiel | Rückspiel       |
| ---------------- | --------- | ------ | ----------- | -------- | --------------- |
| 19./26. Mai 2024 | Lommel SK | 2:5    | KV Kortrijk | 0:1      | 2:4 n. V. (1:0) |

## Abzug von Punkten beim KV Ostende
Mitte Dezember 2023 stellte die Lizenzkommission fest, dass der KV Ostende mehrere Auflagen, die bei der Erteilung der Lizenz für die Saison 2023/24 erteilt wurden waren, nicht erfüllt hatte. Daher verhängte die Kommission neben anderen Strafen eine Punktabzug von drei Punkten und für weitere Verstöße von weiteren sechs Punkten für die laufende Saison. Durch die Berufungskommission wurde am 25. Januar 2024 der zweite Punktabzug auf drei Punkte reduziert.